# Spodnje Sečovo
Spodnje Sečovo je naselje u slovenskoj Općini Rogaškoj Slatini. Spodnje Sečovo se nalazi u pokrajini Štajerskoj i statističkoj regiji Savinjskoj. 

## Stanovništvo
Prema popisu stanovništva iz 2002. godine naselje je imalo 429 stanovnika.